# オートザム
オートザム（Autozam）は、マツダのディーラーの一つ。1989年（平成元年）のマツダ5チャンネル体制（マツダ、ユーノス、アンフィニ、オートザム、オートラマ）化に伴い、軽自動車や小型車を取り扱うブランドとして開設された。
1998年より、マツダオートザム（Mazda Autozam）の名称に変更された（詳細は後述）。
オートザムの名前は、「オートモービル」（AUTOMOBILE）とマツダ（MAZDA）のスペルを逆から読んだ「ADZAM（アドザム）」を合わせた造語である。

## 概要
「あなたの街の身近なカーショップ」をディーラーコンセプトに掲げ、中小規模の整備工場や中古車販売店を中心に販売網を整備したことが特徴の一つである。正規ディーラー契約の店舗のほかに、「協力店」と称したサブディーラー店舗も存在していた。地域によっては、ユーノスやオートラマ、他ブランドとの複合店舗も存在した。
ブランド戦略ではユーノスやアンフィニと同様にマツダの名を伏せて展開した。ただし、車検証の車名欄には「オートザム」ではなく「マツダ」と記載された。
設立時のラインナップは軽自動車が中心で、フラグシップはクロノスの系譜のセダンであるクレフ。
また、高級車ラインナップを補う目的でランチアの正規輸入権を取得し、ランチア・テーマ、ランチア・デルタ、アウトビアンキ・Y10といったイタリア・フィアットオートが製造するランチア、アウトビアンキブランドの乗用車も販売されていた。
全国販売網は「株式会社オートザム」および地区卸会社（株式会社オートザム○○）が統括していた。一部の大都市圏では、地区卸会社が直営店舗「オートザムソシオ」店を運営していた。ランチア車専売を志向した高級店舗で、既存店の販促支援およびショールームの側面も持っていた。

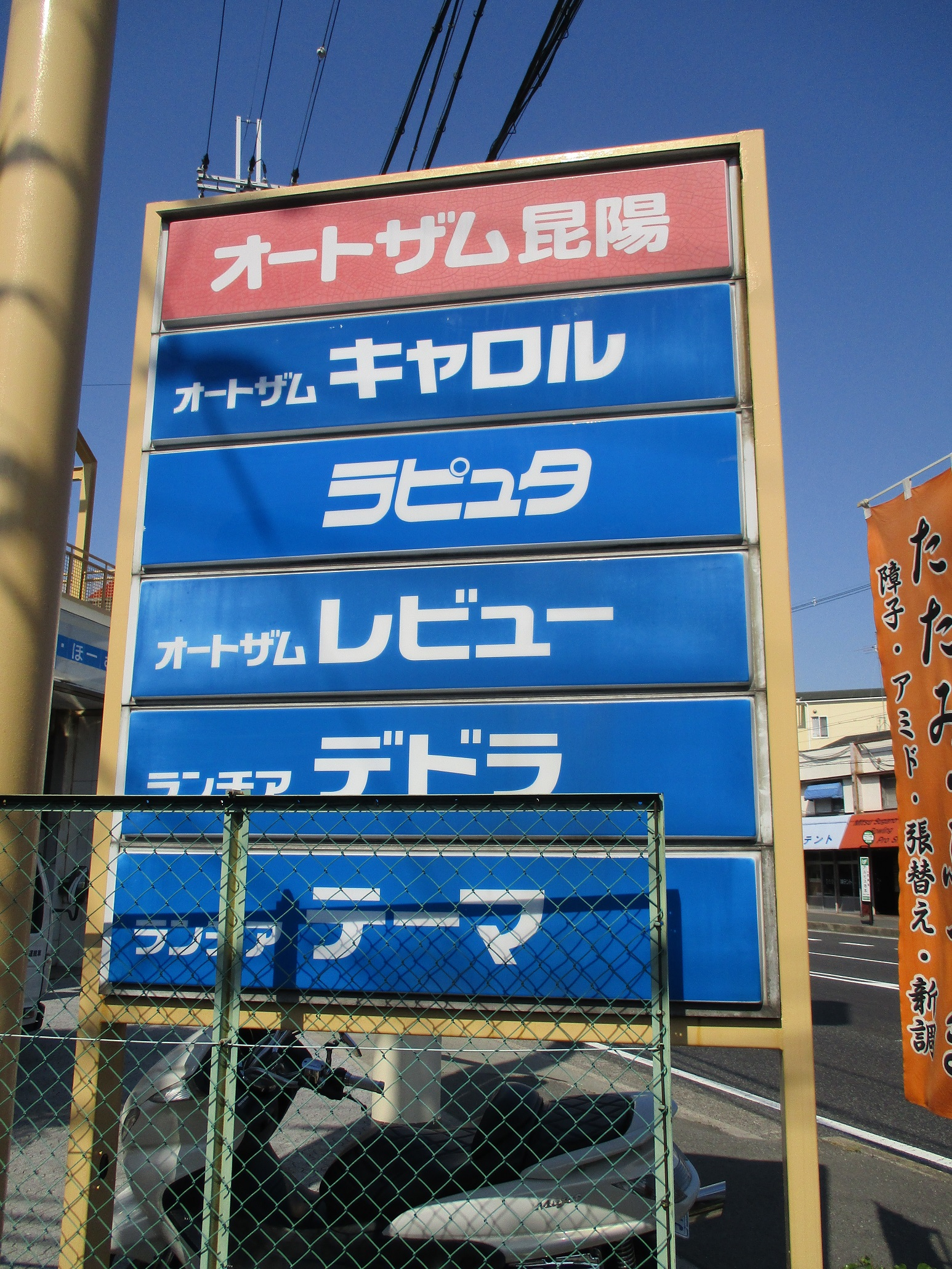
店舗サイン例
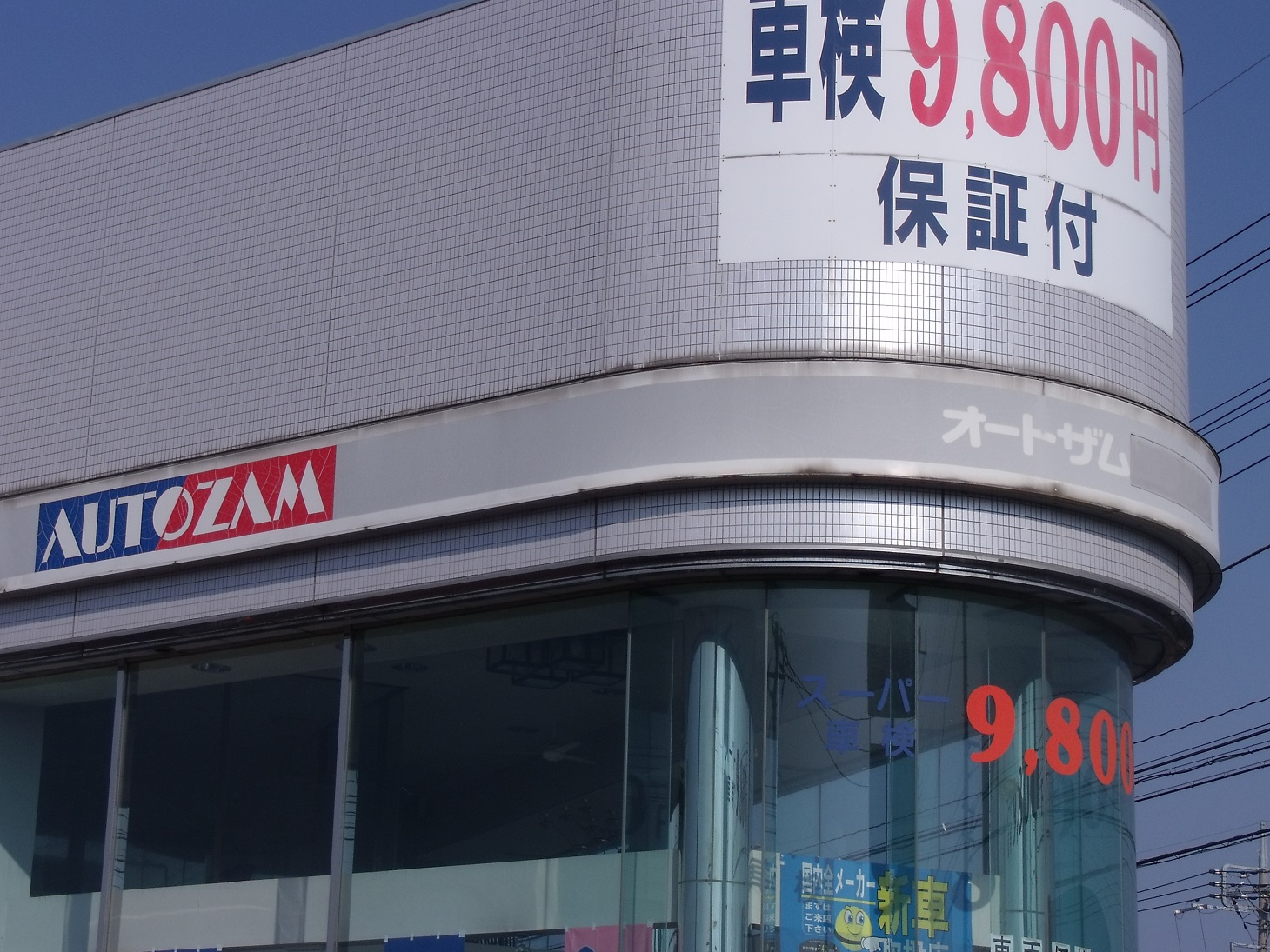
店舗サイン例
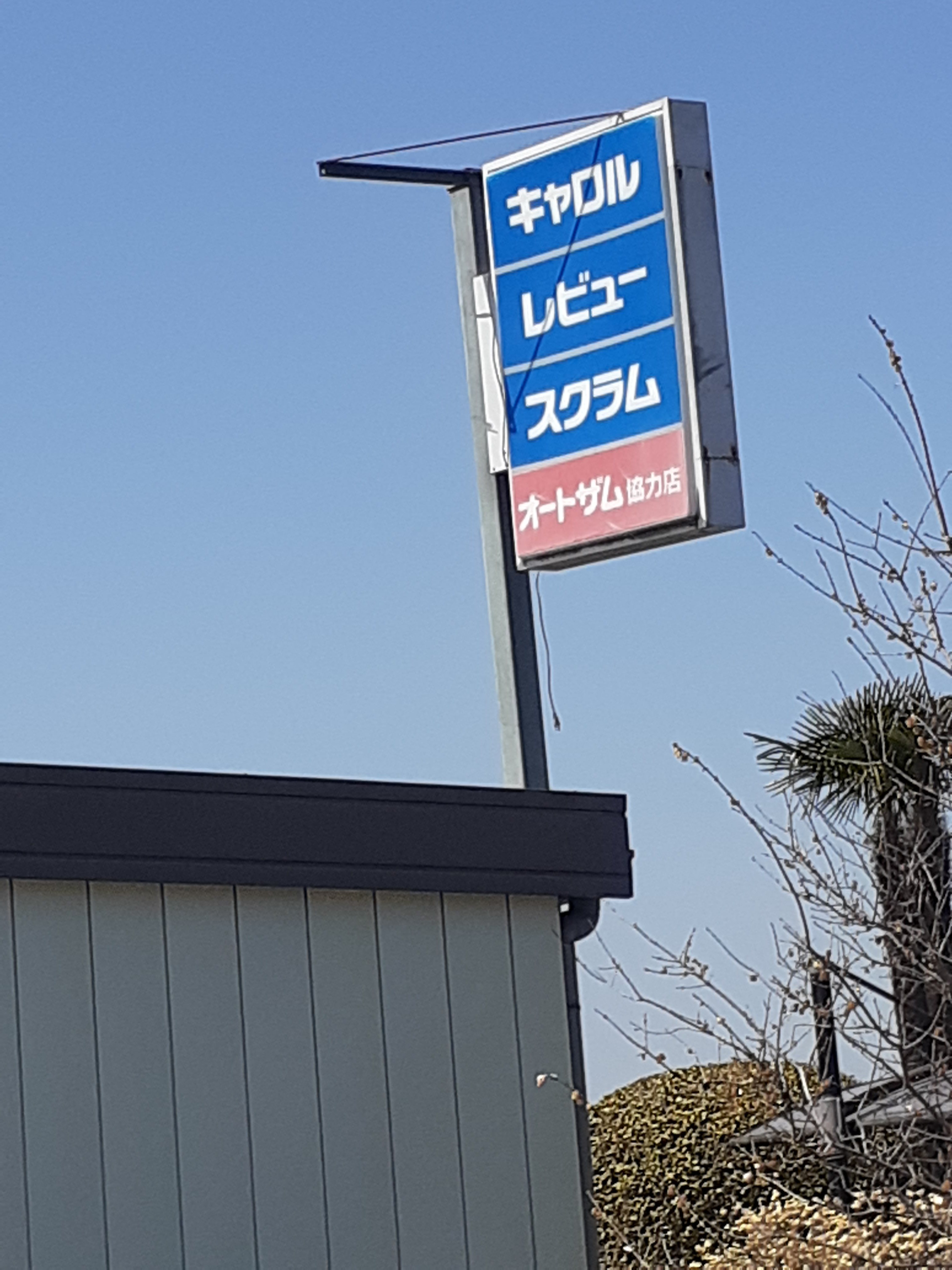
店舗サイン例

## 「マツダオートザム店」への順次移行
2代目キャロル以外にヒットした車種は出なかったが、5チャンネル体制崩壊後も存続していた。その間にもディーラー権を返上して撤退する店舗が続出していた。
1998年、全国オートザム店の店舗規模・売り上げ等に一定の基準が設けられ、基準をクリアした店舗の看板は「マツダオートザム」と掲げられることとなった。「マツダオートザム店」に変更した店舗はファミリア・ボンゴ・プレマシーの販売権を与えられ、取り扱い車種はマツダ店と同一化が図られる。また、チャンネル発足時の主力販売車両であった軽自動車は、独自開発車両の開発は止めてスズキからのOEM車となる。
チャンネル再編期では、マツダオートザム店に移行できなかったオートザム店は、看板はそのままで取り扱い車種も軽自動車とデミオだけだったが、新機種としてAZ-オフロードとラピュタがマツダオートザム店と併売されていた。この2車以降「オートザム店」への新機種投入は無くなり、以降の新機種を取り扱うためにはマツダオートザム店に移行しなければならなくなった。基準未達成の店舗は新機種の販売権を与えられないままディーラー権を返上していき、結果2000年代前半までに、約900店舗あったオートザム店は350店のマツダオートザム店へと変わった。また、ランチアの正規輸入権も1998年までに返上した。2001年には株式会社オートザムと地区卸会社が合併して「株式会社マツダオートザム」となり、全国1社で販売網を統括する体制になった。
その後は、2003年にアクセラ、2004年3月にMPV・トリビュート・ボンゴフレンディの取り扱いを開始。マツダの他のチャンネル（マツダ店・マツダアンフィニ店）でも、オートザムの専売車種だったキャロル・スピアーノ・AZ-ワゴン・スクラムを取り扱う様になり、他の販売チャンネルとの差別化は無くなっていった。
2016年4月より、これまで販売されなかったマツダ車の最上位車種であるアテンザ、ロードスター、ファミリアバン、タイタンの取り扱いを開始。これにより、マツダオートザム店の名称は残るものの国内販売チャネルの事実上の一本化となった。それに伴い「株式会社マツダオートザム」は業務を停止し、全国販売網の統括・管理をマツダ本体および各地域のマツダアンフィニ店・マツダ店が行うこととなった。
2014年以降、マツダ店・マツダアンフィニ店と同様の「新世代店舗」へのリニューアルが進んでいる。

## 専売時代の取り扱い車種
オートザム取り扱い車種の車名には、オートザムを意味する『AZ』の付いた車種名が多かったが、ブランド戦略でマツダ色を隠す目的があった。カタログや各種宣伝では、ラインナップを「Autozam's Collection」と称していた。
| 外観     | 車種名              | 車格                       | 販売期間        | 備考 |
| -------- | ------------------- | -------------------------- | --------------- | --- |
| CAROL    | キャロル            | 軽乗用車                   | 1989年 - 1998年 | 初代モデル販売終了より20年ぶりのモデル復活 2代目と3代目モデルが自社製造ボディ・スズキ製エンジンで製造 3代目末期にマツダブランドに変更され、2022年現在販売中 4台目以降はスズキアルトのバッジエンジニアリング（OEM）車となる |
| SCRUM    | スクラム            | 軽ワゴン 軽バン 軽トラック | 1990年 - 1997年 | 1990年にマツダブランドからオートザムブランドの変更 スズキエブリイ・キャリイのバッジエンジニアリング（OEM）車 初代と2代目モデルがオートザムブランドで販売 2代目途中の1997年4月以降マツダブランドで2024年現在販売中          |
| Revue    | レビュー            | 小型乗用車                 | 1989年 - 1998年 | フォード・フェスティバの車台をベースに開発 レビューの車台はデミオにも活用 晩年にマツダブランド変更後、モデル廃止 |
| AZ-3     | AZ-3                | 小型クーペ                 | 1991年 - 1998年 | ユーノス・プレッソと姉妹車 販売当初AZ-3は直4エンジン、プレッソはV6エンジンのみの販売で差別化された 1998年にモデル廃止 |
| AZ-1     | AZ-1                | 軽スポーツ車               | 1992年 - 1995年 | 自社製造ボディ・スズキ製エンジンで製造 スズキにキャラとしてOEM供給される 1995年にモデル廃止 |
| Clef     | クレフ              | 普通乗用車                 | 1992年 - 1994年 | クロノスなどとの姉妹車 1995年にモデル廃止 |
| AZ-Wagon | AZ-ワゴン           | 軽トールワゴン             | 1994年 - 1998年 | スズキワゴンRのバッジエンジニアリング（OEM）車 初代途中の1998年10月以降マツダブランドで2012年11月まで販売 |
| DEMIO    | デミオ              | 小型ステーションワゴン     | 1996年 -        | マツダの経営不振の時に各チャンネルで販売 マツダブランド |
|          | ランチア・テーマ    | セダン ステーションワゴン  | 1984年 - 1994年 | |
|          | ランチア・デドラ    | セダン ステーションワゴン  | 1989年 - 1999年 | |
|          | ランチア・デルタ    | 普通乗用車                 | 1979年 - 1995年 | |
|          | ランチア・プリズマ  | セダン                     | 1982年 - 1989年 | |
|          | アウトビアンキ・Y10 | 小型乗用車                 | 1985年 - 1994年 | |

| 外観       | 車種名        | 車格                | 販売期間        | 備考                                                    |
| ---------- | ------------- | ------------------- | --------------- | ------------------------------------------------------- |
| AZ-OFFROAD | AZ-オフロード | 軽SUV               | 1998年 - 2014年 | スズキジムニー（3代目）のバッジエンジニアリング（OEM車) |
| Laputa     | ラピュタ      | 軽クロスオーバーSUV | 1999年 - 2006年 | スズキKeiのバッジエンジニアリング（OEM車)               |